# Julia Bähr

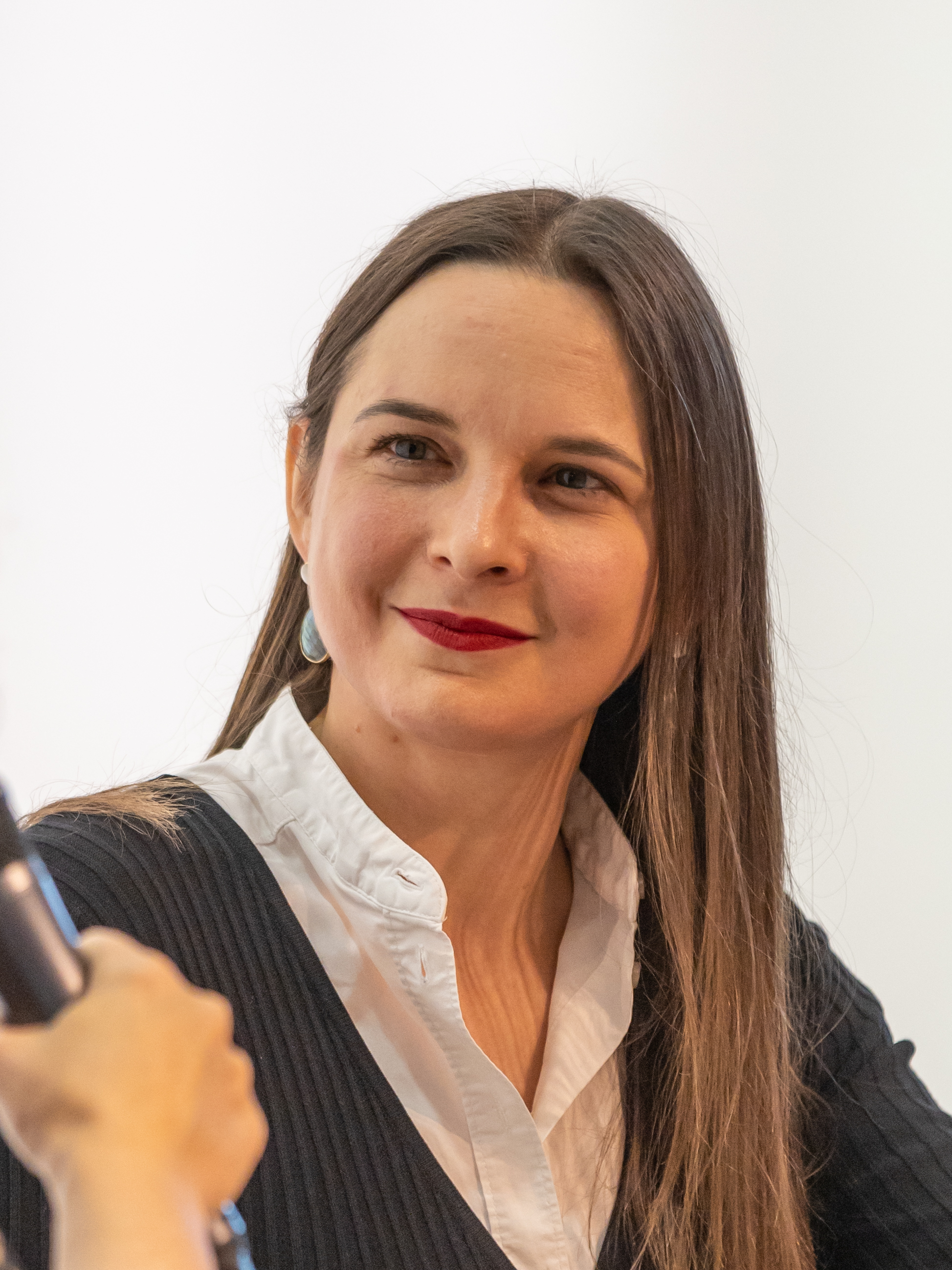
Julia Bähr (2021)

Julia Bähr (* 11. Mai 1982 in Heidelberg) ist eine deutsche Journalistin und Schriftstellerin.

## Leben
Nach dem Abitur besuchte Bähr die Deutsche Journalistenschule in München und studierte zugleich an der Ludwig-Maximilians-Universität Diplom-Journalistik. Im Anschluss schrieb sie über Literatur, Film, Musik und Reise unter anderem für die Frankfurter Allgemeine Zeitung, für Focus Online und für Zeit Online. Seit Januar 2015 arbeitet sie im Online-Feuilleton, ab April 2016 arbeitete sie als festangestellte Redakteurin für das Feuilleton der Frankfurter Allgemeinen Zeitung. Ab Januar 2021 war sie Audience Managerin bei der FAZ. Im Januar 2023 wechselte sie als Leiterin Plus-Koordination zum Tagesspiegel. Seit Januar 2025 ist sie dort Mitglied der Chefredaktion. 
2013 erschien ihr erster Roman Wer ins kalte Wasser springt, muss sich warm anziehen im Blanvalet Verlag. Die gemeinsam mit Christian Böhm verfasste romantische Komödie erzählt die Liebesgeschichte von Luisa und Mark aus wechselnden Perspektiven. In den Folgejahren erschienen drei weitere Romane von ihr bei Blanvalet. 2020 veröffentlichte sie unter dem Pseudonym Julia Zweig bei Droemer den Roman Glück. Allein.

## Auszeichnungen
2010: Shortlist des Henri-Nannen-Preises in der Kategorie Humor für die Reihe „Ikonen der Buchmesse“ in der Zeitung zur Buchmesse der Frankfurter Allgemeinen Zeitung.

## Bücher
- 2013: mit Christian Böhm: Wer ins kalte Wasser springt, muss sich warm anziehen. Blanvalet Verlag, ISBN 978-3-442-38024-4.
- 2015: Sei mein Frosch. Blanvalet Verlag, ISBN 978-3-442-38324-5.
- 2016: Liebe mich, wer kann! Blanvalet Verlag, ISBN 978-3-7341-0401-5.
- 2018: Bauherr sucht Frau. Blanvalet Verlag, ISBN 978-3-7341-0593-7.
- 2020 unter dem Pseudonym Julia Zweig: Glück. Allein. Droemer. ISBN  978-3426282427.